# Муранов, Анатолий Иванович
Муранов Анатолий Иванович (род. 13 мая 1942 года, село Таптыково, Муравлянский район, Рязанская область) — советский и российский деятель юридической службы Вооружённых Сил, генерал-полковник юстиции (26.09.1992), государственный советник юстиции 1-го класса (21.02.1994).

## Биография
Из крестьянской семьи. Отец призван в Красную Армию в 1941 году и погиб летом 1943 года на фронте Великой Отечественной войны. Русский. Окончил школу-семилетку в селе Таптыково и среднюю школу в соседнем селе Высоково. В школьные годы работал в колхозе.
В Советской Армии с 1959 года. Окончил Московское высшее общевойсковое командное училище имени Верховного Совета РСФСР в 1963 году. Служил на командных и штабных должностях в мотострелковом соединении Московского военного округа (г. Вышний Волочек): командир мотострелкового взвода, секретарь комитета ВЛКСМ мотострелкового полка.
Окончил юридический факультет Военно-политической академии имени В. И. Ленина в 1970 году. Служил членом военного трибунала Омского гарнизона, членом военного трибунала Забайкальского военного округа. В 1974—1980 годах — инспектор и старший инспектор управления военных трибуналов Министерства юстиции СССР, с 1980 года заместитель председателя военного трибунала Московского военного округа.
В 1983—1988 годах — в аппарате ЦК КПСС, заместитель заведующего сектором.
С 1988 года — начальник управления военных трибуналов Министерства юстиции СССР. С 1991 года — заместитель министра юстиции СССР — начальник управления военных трибуналов. С мая 1992 до мая 2000 — заместитель министра юстиции Российской Федерации — начальник управления военных судов. В 2000 году военные суды были переданы из Министерства юстиции в ведение Верховного Суда Российской Федерации, а сам А. И. Муранов был назначен заместителем генерального директора Судебного департамента при Верховном суде Российской Федерации — начальником Главного управления обеспечения деятельности военных судов. Одновременно в 1990-е годы являлся членом комиссии по международной безопасности Совета Безопасности Российской Федерации, членом Правительственной комиссии по правам военнослужащих и членов их семей, выполнял специальные задачи в зоне военных конфликтов в Чеченской Республике, в условиях чрезвычайного положения в зоне вооруженного конфликта в Республике Таджикистан.
С 2003 года — в отставке. Живёт в Москве. Занимается общественной работой. Вице-президент Союза юристов России по вопросам военной юстиции. Профессор Российской академии естественных наук. Член-корреспондент Международной академии наук о природе и обществе. Академик Всемирной академии наук комплексной безопасности. Почётный академик Калифорнийской академии наук. Президент «Рязанского землячества» в Москве.
Автор публикаций по юридической тематике. Имеет свыше 50 публикаций, нескольких книг, ряда учебников для вузов и справочника для офицера.

## Книги
- Муранов А. И., Звягинцев В. Е. Суд над судьями (особая папка Ульриха). — Казань, 1993.
- Муранов А. И., Звягинцев В. Е. Досье на маршала: Из истории закрытых судебных процессов. — Москва: «Андреевский флаг», 1996. — isbn 5-85608-024-6.

## Награды
- орден «За заслуги перед Отечеством» IV степени
- орден «За военные заслуги»
- орден Красной Звезды
- орден «Знак Почёта»
- медали
- заслуженный юрист Российской Федерации (4 декабря 1993)[6]
- Почётная грамота Правительства Российской Федерации (15 декабря 1998) — за заслуги в обеспечении правовой политики государства, активное участие в осуществлении экономических и социальных задач[7]
- Медаль имени А. Ф. Кони (Минюст России)